# 체사레비치

러시아 황태자기.

체사레비치(러시아어: Цесаре́вич [tsɨsɐˈrʲevʲɪtɕ][*])는 "카이사르의 아들"이라는 뜻으로, 러시아 제국의 남성 제위 추정상속인에게 주어지는 작위다. 번역하면 황태자라고 할 수 있다.
전혀 의미가 다른 차레비치와 혼동되는 경우가 많으므로 주의를 요한다. 차레비치는 차르의 모든 아들에게 주어지는 작위이며, 비러시아 국가에서도 군주가 차르를 칭하면 그 아들은 차레비치다. 즉 차레비치는 "왕자"에 해당한다. 반면 체사레비치는 제위의 추정상속인으로서 한 번에 단 한 명만 존재하며, 러시아 제국에서만 사용되었다.
체사레비치 칭호가 사용될 때는 언제나 예외없이 "나슬레드니크(러시아어: насле́дник)"를 붙여서 "나슬레드니크 체사레비치(러시아어: насле́дник Цесаре́вич)" 라고 부른다. 나슬레드니크는 "후계자"라는 뜻이다. 그러므로 "나슬레드니크 체사레비치"란 "황제의 아들이며 후계자"가 된다. 그리고 기본적으로 왕자로서 대공 작위를 받기 때문에 다 붙이면 러시아 제국 황태자의 존호는 "황제의 아들 후계자이며 대공 전하(His Imperial Highness the Successor Tsesarevich and Grand Prince)"가 된다.
여성형은 체사레브나(러시아어: Цесаревна)다. 이것은 두 가지 의미가 있을 수 있다. 우선 체사레비치의 아내이자 황제의 며느리의 작위, 즉 태자비를 의미할 수 있다. 두 번째로, 황제의 딸로서 여성 제위 추청상속인에게 주어지는 작위, 즉 황태녀를 의미할 수 있다. 후자의 경우 표트르 1세의 세 딸(옐리자베타, 안나, 나탈리야)에게만 사용되었다. 제국 후기로 가면서 여성의 계승이 금지되어 체사레브나는 태자비만 의미하게 되었다.
러시아 황실로 시집 온 태자비들은 보통 러시아 정교로 개종하고 러시아식 이름을 받았다. 태자비들은 각자 부칭으로 시아버지의 부칭을 받거나 또는 "표도르의 딸"이라는 뜻의 "표도로브나"를 받았다. 여기서 표도르란 러시아 황실의 수호성인인 테오도로스 스트라텔라테스를 의미한다. 즉 러시아 황실에 시집온 것은 성자 테오도로스의 딸로 입적된다는 상징적 의미를 갖는다.

## 역대 러시아 황태자
| 화상 | 이름                                                               | 계승할 선제                   | 생               | 후계자 지명      | 황태자 대관      | 황태자 퇴위                           | 몰                              | 태자비                |
| ---- | ------------------------------------------------------------------ | ----------------------------- | ---------------- | ---------------- | ---------------- | ------------------------------------- | ------------------------------- | --------------------- |
|      | 파벨 페트로비치 황태자 Цесаре́вич Павел Петрович                    | 예카테리나 2세 알렉세예브나   | 1754년 10월 1일  | 1762년 7월 9일   | 1762년 1월 7일   | 1796년 11월 17일 파벨 1세로 즉위      | 1801년 3월 24일                 |                       |
|      | 알렉산드르 파블로비치 황태자 Цесаре́вич Александр Павлович          | 파벨 1세 페트로비치           | 1777년 12월 23일 | 1796년 11월 17일 | 1796년 11월 28일 | 1801년 3월 24일 알렉산드르 1세로 즉위 | 1825년 12월 1일                 |                       |
|      | 콘스탄틴 파블로비치 대공 Великий князь Константин Павлович         | 파벨 1세 페트로비치           | 1799년 5월 8일   | 1801년 3월 24일  | 1799년 11월 8일  | 1831년 6월 27일 (황태자위 포기)       | 1831년 6월 27일 (황태자위 포기) |                       |
|      | 알렉산드르 니콜라예비치 황태자 Цесаре́вич Алекса́ндр Никола́евич      | 니콜라이 1세 파블로비치       | 1818년 4월 29일  | 1825년 12월 1일  | 1831년 9월 10일  | 1855년 3월 2일 알렉산드르 2세로 즉위  | 1881년 3월 13일                 | 마리 폰 헤센 대공녀   |
|      | 니콜라이 알렉산드로비치 황태자 Цесаре́вич Николай Александрович     | 알렉산드르 2세 니콜라예비치   | 1843년 9월 20일  | 1855년 3월 2일   | 1855년 3월 2일   | 1865년 4월 24일                       | 1865년 4월 24일                 |                       |
|      | 알렉산드르 알렉산드로비치 황태자 Цесаре́вич Алекса́ндр Александрович | 알렉산드르 2세 니콜라예비치   | 1845년 3월 10일  | 1865년 4월 24일  | 1865년 4월 24일  | 1881년 3월 13일 알렉산드르 3세로 즉위 | 1894년 11월 1일                 | 다우마 애 덴마크 왕녀 |
|      | 니콜라이 알렉산드로비치 황태자 Цесаре́вич Николай Александрович     | 알렉산드르 3세 알렉산드로비치 | 1868년 5월 18일  | 1881년 3월 13일  | 1881년 3월 13일  | 1894년 11월 1일 니콜라이 2세로 즉위   | 1918년 7월 17일 (일가족 몰살)   |                       |
|      | 게오르기 알렉산드로비치 황태자 Цесаре́вич Георгий Александрович     | 니콜라이 2세 알렉산드로비치   | 1871년 5월 9일   | 1894년 11월 1일  | 1894년 11월 1일  | 1899년 7월 10일                       | 1899년 7월 10일                 |                       |
|      | 알렉세이 니콜라예비치 황태자 Цесаревич Алексей Николаевич          | 니콜라이 2세 알렉산드로비치   | 1904년 8월 12일  | 1904년 8월 12일  | 1904년 8월 12일  | 1917년 3월 15일 (제정폐지)            | 1918년 7월 17일 (일가족 몰살)   |                       |